# Agüeybaná
Agüeybaná fue el cacique taíno más importante de los que vivían en la isla de Puerto Rico antes de la llegada de Juan Ponce de León al mando de los colonos castellanos del Caribe.

## "El Gran Sol"
Agüeybaná, cuyo nombre significa "el gran sol", vivió con su tribu en Guaynia (Guayanilla), en el sur de la Isla.

## La llegada de losConquistadores
Se dice que Agüeybaná, recibió a Juan Ponce de León y sus hombres con los brazos abiertos a su llegada en 1508.
De acuerdo a una vieja tradición de los taínos, Agüeybaná practicó el "Guatiao", un viejo ritual de esta sociedad, en la que él y Ponce de León se volverían amigos. Ponce de León convirtió a la madre del cacique al Cristianismo y la bautizó como "Inés".
Las acciones del Cacique ayudaron a mantener la alianza entre taínos y españoles la cual, no obstante, fue muy corta. Desde España se organizó el sistema de "encomiendas" o "asignaciones" para el desarrollo agrícola en zonas donde no había nada sino selva. Para ello se precisaba fundir metales para construir herramientas, tan sencillas como clavos, martillos, palas y serruchos, que cortaren la madera para hacer el resto. Si bien al principio hubo una rebelión de Taínos, esta se calmó con la intervención negociadora de varios caciques, entre ellos la Princesa Juana, hija del Cacique Caguax. 
Tras la muerte de Agüeybaná, su hermano Agüeybaná II subió al poder, quien lideró la Rebelión Taína de 1511. Hacia 1520 la presencia taína en la Isla había decaído. Un censo de 1530 reporta la existencia de solo 1148 taínos en la isla.
- Datos: Q399673